# Комитет радиовещания и телевидения СРР
Комитет радиовещания и телевидения (Comitetul de Radiodifuziune şi Televiziune) - государственная вещательная организация СРР в 1949-1974 гг. В 1949—1953 гг. назвался Комитет радиофикации и радиовещания (Comitetul pentru Radioficare şi Radiodifuziune), в 1953—1958 гг. Главное управление радио Министерства культуры  (Direcţia Generală Radio din Ministerul Culturii).

## Радиовещательная деятельность
Комитет вёл:
- в 1949-1974 гг. - вещание по 1-й радиопрограмме (Programul I), звучавшей на длинных, а позднее и на ультракоротких волнах;
- в 1952-1974 гг. - вещание по 2-й радиопрограмме (Programul II), звучавшей на средних, а позднее и на ультракоротких волнах;
- с марта 1973 до 1974 года - вещание по 3-й радиопрограмме (Programul III), звучавшей на ультракоротких волнах;
- с 1949 года до 1974 года - местные радиопередачи в Яссах;
- с 15 марта 1954 до 1974 года - местные радиопередачи в Клуже;
- с 6 июня 1954 до 1974 года - местные радиопередачи в Крайове;
- с 5 мая 1955 до 1974 года - местные передачи в Тимишоаре;
- с 31 декабря 1956 до 1974 года - вещание по 1-й телепрограмме;
- с 2 мая 1968 года до 1974 года - вещание по 2-й телепрограмме;
- с интеревала между 10 июля 1950 и 1957 годом до 1974 года радиопередачи на коротких волнах на заграницу под позывным «Радио Букурешти» на румынском языке, немецком, английском, французском, итальянском, испанском, русском, турецком, арабском, греческом, сербском и идише, с 1961 до 1974 года - на португальском и арабском